# Distretto di Dhemaji
Il distretto di Dhemaji è un distretto dello stato dell'Assam, in India. Il suo capoluogo è Dhemaji.